# 남량
남량(南涼, 397년 ~ 414년)은 중국 오호십육국시대 선비족(鮮卑族) 독발부(禿髪部)의 독발오고(禿髮烏孤)가 건국한 나라이다. 국호는 양(凉)이지만 같은 국호를 가진 국가가 많기 때문에 남량이라 부른다. 독발씨는 탁발씨와 같은 일파이므로 남양을 탁발량국(拓跋涼國)이라고도 부르기도 한다.

## 역사
선비족 독발부는 대대로 양주(凉州) 남부(칭하이성 북동부)에 거주하던 부족이었다. 380년대에 후량(後凉)이 건국되었는데,  전량(前凉)의 장씨(張氏) 왕가 출신이었던 장대예(張大豫)가 후량에 맞서 난을 일으켰다. 독발부의 수장 독발사복건(禿髪思復鞬)은 장대예를 지원하여 후량과 싸웠으나 387년에 장대예의 난이 진압되자 독발부의 세력은 크게 약화되었다. 394년에 독발사복건이 죽자 장자 독발오고가 뒤를 이었는데, 독발오고는 후량에 복속하여 관군대장군·하서선비대도통(冠軍大將軍·河西鮮卑大都統)에 임명되었다. 395년에는 칭하이 성의 황수(湟水)유역으로 공격해 들어가 선비족 을불부(乙弗部), 절굴부(折掘部)를 무너뜨리고 염천보(廉川堡)를 쌓아 근거지로 삼았다. 396년에 후량의 여광이 대량천왕(大凉天王)에 즉위하자 독발오고는 이에 반발해 후량의 관직을 받지 않고 독립하였다.
397년 독발오고는 서평왕(西平王)을 자칭하고 후량을 공격하여 금성(金城)을 점령하였다. 일반적으로 이때부터 남량이 건국된 것으로 본다. 남량을 건국한 독발오고는 후량의 내전에 개입하여 세력을 확장하였다. 398년에는 무위왕(武威王)을 자칭하였고, 399년에는 수도를 낙도(樂都 : 칭하이 성 러두 현)로 옮겼다. 독발오고가 죽자 동생 독발리록고가 뒤를 이어 무위왕에 즉위하였다.
독발리록고는 후량과 대립하여 여러 차례 교전하여 세력을 확대하였으며 401년에는 황제를 자칭하려다 그만두고 하서왕(河西王)을 자칭하였다. 같은 해 후진(後秦)이 후량을 공격하였는데, 후진의 세력을 두려워한 독발리록고는 영토인 광무(廣武)를 포기하고 철수하였으며, 사신을 보내 복속을 표명하였다. 후량이 후진에 복속하자 독발리록고도 후진의 작위를 받아 광무공(廣武公)에 책봉되었다. 후진군이 물러가자 독발리록고는 북량, 후량 등과 지속적으로 대립하였다. 402년에 독발리록고가 죽자 동생 독발녹단이 뒤를 이었다.
독발녹단은 양왕(凉王)에 즉위하고 후량을 여러 차례 공격하였으나 후량이 후진에 나라를 넘기자 독발녹단도 후진에 복속하였다. 이후 독발녹단은 북량과 대립하였는데, 406년에 북량을 공격하여 노략질한 공물을 후진에 바치고 그 대가로 고장의 영유권을 얻었다. 독발녹단은 고장을 강제로 점령하고 양주의 중심지를 장악하였으며 수도를 고장으로 옮기고 408년에는 다시 양왕을 자칭하였다. 독발녹단의 양주 경영은 북량, 하(夏), 후진 등의 침입 및 내부 반란으로 매우 혼란스러웠으며, 결국 410년에 본거지인 영남(嶺南)에서 반란이 일어나자 고장을 포기하고 다시 낙도로 수도를 옮겼다.
낙도 천도 이후에도 독발녹단은 북량과 계속해서 대립하였는데 매번 북량에게 패배하여 아들을 인질로 바쳐야만 했다. 또한 서진(西秦)의 침략도 받았다. 414년에 서쪽의 속령 을불부 등이 반란을 일으키자 독발녹단은 출정하여 이를 진압하였다. 그러나 독발녹단이 수도를 비운 사이 서진이 쳐들어와 수도가 함락되었고 남량은 멸망하였다.
남량은 3대 18년에 멸망한 단명한 지방정권이었지만, 중국 역사상 처음으로 거점을 청해성지구에 두었고, 이 땅의 개발에 나서서 이후 청해 실크로드의 개통에 커다란 영향을 주었다. 남량 정권하에서는 법현이 이 길을 중간까지 이용하였다. 독발녹단의 아들 독발파강은 후에 북위에 항복하였는데, 독발씨는 탁발씨와 같은 씨족이었기에 원씨를 내려주고, 일족을 매우 중용하였다. 한편 독발녹단의 동생 독발변니가 남량 멸망 후 티베트로 도망쳐 토번을 건국했다는 전설도 있다.

## 같이 보기
- 둔황시
- 오호
- 칭하이성
- 오호 십육국 시대
- 탁발씨
- 선비족

| 대수  | 묘호             | 시호        | 휘                     | 연호                                              | 재위기간                    | 능호           |
| ----- | ---------------- | ----------- | ---------------------- | ------------------------------------------------- | --------------------------- | -------------- |
| 제1대 | 양 열조 (凉烈祖) | 무왕 (武王) | 독발오고(禿髮烏孤)     | 태초(太初) 397년 ~ 399년                          | 397년 ~ 399년               | -              |
| 제2대 | -                | 강왕 (康王) | 독발리록고(禿髮利鹿孤) | 건화(建和) 400년 ~ 402년                          | 399년 ~ 402년               | 서평릉(西平陵) |
| 제3대 | -                | 경왕 (景王) | 독발녹단(禿髮傉檀)     | 홍창(弘昌) 402년 ~ 404년 가평(嘉平) 408년 ~ 414년 | 402년 ~ 404년 408년 ~ 414년 | -              |